# Zhu Chen
Zhu Chen (cinese semplificato 诸宸, cinese tradizionale 諸宸, pinyin Zhū Chén; Wenzhou, 16 marzo 1976) è una scacchista cinese, Grande Maestro.
Nel 1988 divenne la prima giocatrice cinese ad imporsi in una competizione internazionale, vincendo il campionato del mondo femminile U12 in Romania. Vinse anche due volte, nel 1994 e 1996, il campionato del mondo femminile U20.
Nel 2001, all'età di 25 anni, sconfisse Alexandra Kosteniuk per 5 – 3, diventando la nona campionessa del mondo di scacchi. Nel 2004 si doveva svolgere il successivo torneo per il titolo nella repubblica ex sovietica della Georgia, ma ella dovette rinunciare a causa di una gravidanza.
Zhu è sposata con il Grande Maestro Mohamad Al-Modiahki, cittadino del Qatar, ed attualmente compete per quel paese. Studia a Pechino all'Università Tsinghua.
Ha ottenuto il suo miglior punteggio Elo nel gennaio 2008, con 2548 punti.
Dall'ottobre 2018 ricopre l'incarico di tesoriere FIDE.